# Servi Asini Cèler
Servi Asini Cèler (en llatí: Servius Asinius Celer) va ser un senador romà que a la segona meitat de l'any 38 va ser nomenat cònsol sufecte, amb Sext Noni Quintilià com a col·lega. Formava part de la gens Asínia, una família romana plebea originària de Teate.
Asini Cèler era net de l'historiador Gai Asini Pol·lió i fill de Gai Asini Gal Saloní i de Vipsània Agripina, que havia estat casada amb Tiberi. Tenia diversos germans, entre ells Gai Asini Pol·lió, cònsol l'any 23, que va ser acusat de conspiració per Valèria Messalina. Marc Asini Agripa, cònsol l'any 25. Asini Saloní, i Asini Gal. A més, Cèler era mig germà de Drus el Jove, un fill que havia tingut la seva mare amb Tiberi i que va ser hereu de l'Imperi durant un temps.
Segons Plini el Vell, Asini Cèler era un conegut gourmand que va arribar a pagar 8.000 sestercis per un peix. L'any 46, tot i la seva amistat amb l'emperador Claudi, va ser acusat de participar en una conspiració per matar l'emperador i condemnat a mort. Sèneca l'esmenta en la seva obra satírica Apocolocyntosis divi Claudii com un dels que s'enfronten a Claudi en el món d'ultratomba acusant-lo de les seves morts.